# ميكي ووكر (لاعبة غولف)
ميكي ووكر (بالإنجليزية: Mickey Walker)‏ هي لاعبة غولف بريطانية، ولدت في 17 ديسمبر 1952 في ليدز في المملكة المتحدة.

## وصلات خارجية
- الموقع الرسمي